# Chapman Glacier (glaciär i Antarktis, lat -70,72, long 166,40)
Chapman Glacier är en glaciär i Antarktis. Den ligger i Östantarktis. Nya Zeeland gör anspråk på området. Chapman Glacier ligger 69 meter över havet.
Terrängen runt Chapman Glacier är varierad. Havet är nära Chapman Glacier åt sydost. Trakten är obefolkad. Det finns inga samhällen i närheten.